# 신경성 식욕부진증
신경성 식욕부진증(神經性食慾不振症, anorexia nervosa, 간단히 AN)은 살이 찌는 것에 두려움을 느끼는 식사장애이다. 거식증과 유의어이다.

## 용어
영어 낱말 anorexia nervosa은 빅토리아 여왕의 의사인 윌리엄 걸 경이 1873년에 만든 용어이다. 이 용어는 an- (ἀν-, 부정, 부인)과 orexis (ὄρεξις, 식욕)를 합한 그리스어가 기원으로, 식욕의 부족을 가리킨다.

## 핵심 양상
신경성 식욕부진증의 핵심 양상은 다음과 같다.
- 살이 찌는 데 대한 강한 두려움이 있고 이러한 두려움은 체중이 감소되어도 줄어들지 않는다.
- 신체상의 장애, 즉 심하게 말라도 자신은 뚱뚱하다고 느낀다.
- 체중의 감소를 일으킬 만한 신체적 질병이 없다.
- 최소한 3개월 이상 연속적으로 지속되는 무월경증이 있다.

## 같이 보기
- 거식증